# デモテープ〜福岡音楽時代〜
『デモテープ〜福岡音楽時代〜』（デモテープ ふくおかおんがくじだい）は、2016年4月2日からRKB毎日放送（RKBラジオ）で放送されている夜の音楽番組である。

## 番組概要
その名の通り番組あてに送ってもらったデモテープを放送することで、メジャーデビューを目指すアマチュアミュージシャンを応援しようという番組。

その他、福岡県内のライブハウスを紹介するコーナーや、FUKUOKA ASIAN PICKSで優勝した若手ミュージシャンのトークコーナーもある。

## 放送時間
- 日曜日 4:30 - 4:45 （JST。2025年4月現在）

### 過去の放送時間
- 土曜日 20:00 - 20:30 (JST。2016年4月2日 - 9月24日)
- 日曜日 23:30 - 24:00 (JST。2016年10月2日 - 2017年3月26日)
- 土曜日 20:00 - 20:30 (JST。2017年4月1日 - 9月30日)
- 土曜日 19:25 - 19:55 (JST。2017年10月7日 - 2018年3月31日)
- 土曜日 20:00 - 20:30 (JST。2018年4月1日 - 9月29日)
- 土曜日 19:25 - 19:55 (JST。2018年10月6日 - 2019年3月30日）
- 水曜日 23:00 - 23:30（JST。2019年4月3日 - 2023年3月29日）
- 土曜日 21:45 - 22:00（JST。2023年4月8日 - ）

ただし、土曜夜にRKBエキサイトホークスが放送される場合は時間変更になる。

## パーソナリティ
- 加藤淳也

彼が音楽番組を担当するのはカト淳・あかおの遊viva!が終了した2011年春以来5年ぶり。

## コーナー

### 現在
- え、誰?
- 生歌が聴けるとこリレー

### 過去
- いい曲しかかけません（2016年4月 - 12月）
- ANALOGIXのリーマンファンタジー（2017年1月 - 12月）
- What's Up Attractions（2018年1月 - 12月）
- the perfect meの今日の一手（2019年1月 - 3月）
- 街の噂